# Jakym Somko
Jakym Somko, ukr. Яким Сомко (ur. w Perejasławiu, zm. 28 września 1663) – hetman nakaźny Ukrainy Lewobrzeżnej od 1660 do 1663 roku. Jeden z hetmanów okresu ruiny, okresu niepokojów i rozpadu państwa ukraińskiego.

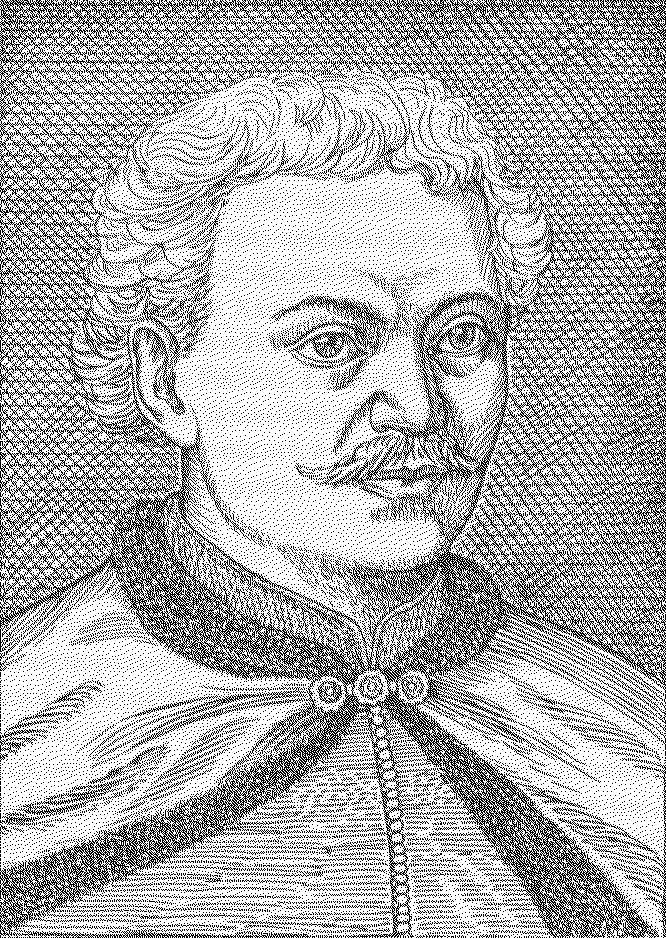
Jakym Somko

Następca Jerzego Chmielnickiego po tym, jak Chmielnicki podporządkował się, Rzeczypospolitej i podpisał ugodę cudnowską, kiedy to stał się hetmanem Ukrainy Prawobrzeżnej.

## Przebieg kariery
W 1654 roku posłował do Moskwy w imieniu Chmielnickiego, służył w regimencie perejasławskim od 1654 roku, pułkownik od 1658. Po podpisaniu ugody cudnowskiej w 1660 roku i odejściu Jerzego Chmielnickiego na prawy brzeg Ukrainy, został wybrany głównodowodzącym regimentu perejasławskiego i hetmanem nakażnym Ukrainy Lewobrzeżnej. Ze względu na poglądy prorosyjskie cały czas sprzeciwiał się zapisom ugody cudnowskiej. Wzmacniała ona mianowicie powiązanie kozactwa.  z Polską, a niejako anulowała zapisy ugody perejasławskiej podpisanej w 1654 roku (zacieśniającej stosunki z Rosją).
W trakcie działań wojny polsko-rosyjskiej 1654-1667 walczył przeciwko Polakom oraz Tatarom krymskim, mając na celu zjednoczenie wszystkich ziem ukraińskich pod swoją władzą. Walczył więc przeciwko Jerzemu Chmielnickiemu (który wspierał Polskę), prowadząc w ramach wojny polsko-rosyjskiej niejako wojnę domową. Działania wojenne odbywały się w sojuszu z atamanem zaporoskim  Iwanem Brzuchowieckim.
W początkowej fazie swoich działań Somko otrzymał wsparcie wojskowe Moskwy, jednak z czasem car.  rozpoczął tajne rozmowy z bardziej uległym i mającym mniejsze ambicje hetmanem Iwanem Brzuchowieckim. Wyczuwając swoją szanse, Brzuchowiecki oskarżył Somkę o tajne pertraktacje z Chmielnickim i Pawełem Teterą (wspomagającymi stronę polską), co opóźniło decyzję starszyzny kozackiej rozpatrującej w 1662 roku w Kozielcu jego kandydaturę na urząd hetmański (hetmana wybierano co roku, lub co roku przedłużano czas pełnienia tego stanowiska).

## „Czarna Rada” i śmierć
Po kolejnym roku w dniach 17 i 18 czerwca 1663 roku w Nieżynie odbyła się tzw. czarna rada, gdzie starszyzna kozacka oraz spora grupa szeregowych kozaków dokonała wyboru nowego hetmana Ukrainy Lewobrzeżnej. Oficerowie kozaccy forsowali kandydatury Somko lub pułkownika Wasyla Zołotarenko z regimentu nieżyńskiego, lecz większość, przy nacisku cara, wybrała Iwana Brzuchowieckiego.
Somko i Zołotarenko zostali aresztowani i wydani Brzuchowieckiemu. Po 3 miesiącach przetrzymywania obaj zostali zgładzeni 28 września 1663 roku, w mieście Borzna.

## Ciekawostki
Siostra Somki, Hanna, była pierwszą żoną Bohdana Chmielnickiego.